# رناتا فست
رناتا فست (انگلیسی: Renata Fast؛ زادهٔ ۶ اکتبر ۱۹۹۴) بازیکن هاکی روی یخ اهل کانادا است.